# This War of Mine
A This War of Mine egy, a 11 bit studios által 2014-ben kiadott stratégiai játék. A játék alapjául szolgáló esemény Szarajevó ostroma, amely a történelem egyik leghosszabb ostroma volt. A játék érdekessége, hogy sok másik játékkal ellentétben, itt a hétköznapok civiljeivel kell túlélni, nem pedig nyílt sisakos küzdelemben legyőzni az ellenfeleinket.

## Története
A játék 2014 novemberében jelent meg PC-re és OS X-re, majd következett az okostelefonokra szabott változat 2015 júniusában. 2016-ban kerül sor a konzolon való megjelenésre, amely a This War of Mine: The little ones címet viseli. 2019. november 14-én a fejlesztők kiadtak egy ingyenes frissítést This War of Mine: Final Cut néven.
| This War of Mine | This War of Mine                                                      |
| ---------------- | --------------------------------------------------------------------- |
| fejlesztő        | 11bit studios                                                         |
| megjelenítő      | 11bit studios Deep silver                                             |
| platformok       | Microsoft Windows, OS X, Linux, iOS, Android, PlayStation 4, Xbox One |
| műfaj            | akció, kaland                                                         |
| játékmód         | single player                                                         |

## Játékmenet
A játék lényege, hogy biztosítsuk az eleinte 1-4 fős csapatunk számára a mindennapi túlélést egy háború sújtotta környezetben – feltehetőleg Szarajevóban. Mindennapi feladataink mellett kutakodnunk és gyűjtögetnünk kell, amit az éjszaka leple alatt tudunk megtenni. (Napközben az orvlövészek miatt ez nem lehetséges.) A talált dolgokból pedig bútort (ágyat, széket stb.) és eszközöket (fegyvert, ásót stb.) kell készítsünk, ha túl akarjuk élni az ostromot. Ezek alatt a „körutak” alatt számos hasonló sorsú emberrel találkozunk, akikkel kereskedhetünk, segíthetünk rajtuk. Akár végezhetünk is velük, hogy értékeiket eltulajdonítsuk. A szereplők sorsának végkimenetele a játék során attól függ, hogyan cselekszenek. A karakterek különböző képességekkel rendelkeznek, melyek segítenek a feladatok egyszerűbb megoldásában.

## Érdekességek
A 2014 novemberében megjelent kalózváltozatokra a fejlesztők reakciója annyi volt csupán, hogy a kommentárok alatt elhelyeztek több telepítőkódot is, így biztatva mindenkit, népszerűsítsék a játékot, és ha tehetik, „adományozzanak”. A fejlesztési költségek 2 nap alatt térültek meg így.

## Értékelés
A játék a szaksajtóban többnyire pozitív fogadtatást váltott ki, 80% körüli értékelést adva díjazták a készítőket.
(Pl.: Gamerakings 84%, Metacritic 83%, IGN 8.1/10)